# Chiesa di Santa Maria Assunta (Soncino)
La chiesa di Santa Maria Assunta, o pieve di Santa Maria Assunta, è la parrocchiale di Soncino, in provincia e diocesi di Cremona; fa parte della zona pastorale 2.

## Storia
Sembra che la primitiva chiesa di Soncino fosse sorta nel V secolo
Si sa che nel 605, dopo la conquista longobarda di Cremona, il vescovo Anselmo scappò dalla città e si ritirò nella pieve di Soncino, presso la quale rimase sino al 615.
Nell'anno 828 la pieve fu elevata al rango di collegiata.
La chiesa venne riedificata nel 1150 e sottoposta ad un intervento di rifacimento nel 1280.
 Dal Liber Synodalium del 1385 s'apprende che la pieve di Soncino aveva, come filiali, le chiese di San Pietro in Villa, dei Frati Umiliati, dell'Ospedale di San Giovanni e dell'Ospedale di San Marco.
La chiesa subì un rifacimento nel 1580 per adattarla alle disposizioni approvate durante il concilio di Trento; all'inizio del XVII secolo terminarono ulteriori lavori di ampliamento.

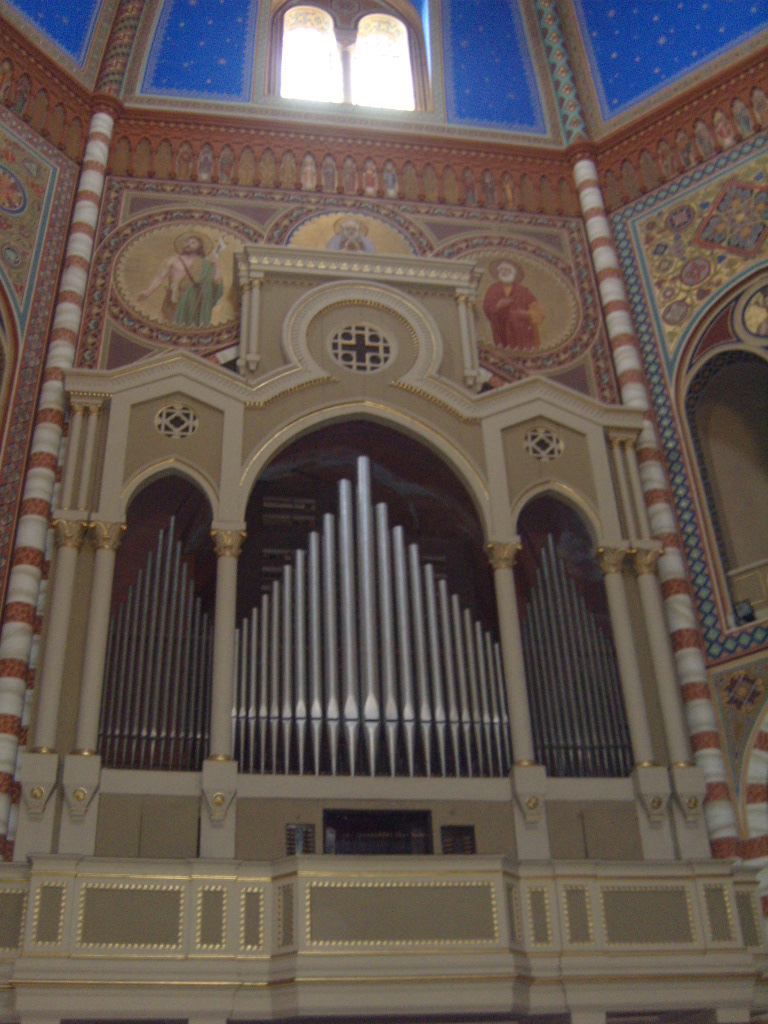
L'organo

Nel 1601 il vescovo Cesare Speciano, visitando la chiesa, annotò che era sede vicariale, che il parroco era coadiuvato da altri quattro preti e che i fedeli erano circa 2000 e che entro i confini della parrocchia sorgevano anche gli oratori di San Pietro Martire, di San Martino, di Sant'Angelo, di San Giuseppe, di Santa Maria dell'Orazione, di San Rocco, di San Giovanni, di Sant'Antonino, di Santa Maria del Tinazzo e le chiese sussidiarie di San Paolo Apostolo, di San Bernardo in contrada Campania e di San Michele Arcangelo.
Nel 1802 la pieve fu danneggiata da una scossa di terremoto e, pertanto, venne restaurata. Nel 1868 Giovanni Crespi di Crema provvide a fornire 7 nuove campane in Mi3 maggiore. Tra il 1883 ed il 1888 la chiesa fu ampliata su progetto di Carlo Maciachini e, in quell'occasione, si costruì la cupola e sulla cuspide della torre campanaria si pose la statua in rame realizzata da Carlo Riva. nel 1947 la ditta Luigi e Giorgio Ottolina di Seregno provvide a ripristinare le 4 campane minori, le 2 minori del concerto e 2 campane fuori concerto.

Il 29 settembre 1975 il vicariato di Soncino, a capo del quale c'era la pieve di Santa Maria Assunta, fu soppresso nell'ottica del progetto di riorganizzazione territoriale della diocesi.
Il 17 luglio 1986 la parrocchia di Santa Maria Assunta si fuse con la cessata parrocchia di San Giacomo Apostolo avente sede nell'omonima chiesa posta a poca distanza dalla pieve e fu contestualmente ridenominata in parrocchia dei Santi Maria Assunta e Giacomo Apostolo.
Nel 2021 la ditta Grassmayr di Innsbruck provvide alla fusione di un nuovo concerto di 8 campane in Fa3, che suonarono per la prima volta la notte di Capodanno.

## Descrizione
La facciata della chiesa, che è in mattoni faccia a vista, è tripartita da quattro lesene; è caratterizzata da tre ingressi, dei quali quello centrale è in pietra di Rezzato, e dal rosone centrale
Opere di pregio conservate all'interno della chiesa, realizzato nel 1897, sono delle raffigurazioni dei santi Omobono, Carlo Borromeo, Martino e Paolo, la pala cinquecentesca che ha come soggetto la Trinità con Angeli e Santi, eseguita da Uriele Gatti, l'altare maggiore, costruito nel 1667 in marmi policromi da Bartolomeo Manari, un ex-voto del 1630 che rappresenta Santa Rosalia, realizzato da Gian Giacomo Pasini, la pala di Cesare Ceruti con la Madonna col Bambino in gloria ed i santi Giovanni Battista, Girolamo, Caterina d'Alessandria e Francesco, e la tela della Buona Morte, opera seicentesca di Angelo Massarotti.